# Ermita de San Isidro Labrador (Cordobilla)
La ermita de San Isidro Labrador es un edificio religioso situado en la localidad española de Cordobilla, dentro del término municipal de Puente Genil, en la provincia de Córdoba. 

## Características
Se trata de un edificio construido en la década de 1960, dentro de los esquemas compositivos predominantes en los poblados de colonización. Se encuentra ubicado en la plaza principal de la localidad y presenta planta rectangular de una sola nave que cubre a un agua y una elevada torre que parte de la fachada. En el lado del Evangelio posee un atrio que conforma una zona de soportales que mira a la plaza. La iluminación interior se realiza a través de vidrieras.